# Charles Henry Somerset
Charles Henry Somerset, né à Badminton le 2 ou le 12 décembre 1767 et mort le 18 février 1831 à Brighton, est un militaire, homme politique et administrateur colonial britannique,. Il est gouverneur de la Colonie du Cap en Afrique du Sud de 1814 à 1826.

## Biographie
Il est le deuxième fils de Henry Somerset (5e duc de Beaufort) et d'Elizabeth, fille de l'amiral Edward Boscawen. Il est le frère de Henry Somerset (6e duc de Beaufort), du général Lord Edward Somerset, de Arthur Somerset et du maréchal FitzRoy Somerset.
Il siège comme député de Scarborough entre 1796 et 1802 et des arrondissements de Monmouth entre 1802 et 1813. Il est contrôleur de la maison entre 1797 et 1804 et Payeur des forces de 1804 à 1806 et de 1807 à 1813 et est admis au Conseil privé le 26 avril 1797. En 1814, il est nommé gouverneur de la colonie du Cap, poste qu'il occupe jusqu'en 1826. Les villes de Somerset West et Somerset East en Afrique du Sud portent son nom.

## Famille
Il épouse d'abord Elizabeth Courtenay (2 septembre 1766 – 11 septembre 1815), le 7 juin 1788, à la suite de leur fugue. Elle est la fille de William Courtenay (2e vicomte Courtenay). Ils ont six enfants:
1. Elizabeth Somerset (octobre 1790 – 1872), épouse le général Henry Wyndham (1790 – 1860) en juillet 1812
2. Mary Georgiana Somerset (février 1793 – 19 mai 1856), mariée au lieutenant-colonel Stirling Freeman Glover le 25 juin 1833
3. Lieutenant-général Henry Somerset (officier) (1794 – 1862)
4. Charlotte Augusta Somerset (2 janvier 1799 – 17 mars 1864), mariée à Herbert Cornewoll en mai 1822
5. Lieutenant-colonel Charles Henry Somerset (24 septembre 1800 – 28 mai 1835)
6. Révérend Villiers Somerset (12 février 1803 – 3 février 1855), épouse Frances Dorothy Ley le 8 août 1844

Après la mort de Lady Elizabeth, il épouse en secondes noces Lady Mary Poulett, fille de John Poulett (4e comte Poulett), le 9 août 1821 Ils ont trois enfants:
1. Colonel Poulett Somerset (1822 – 1875)
2. Mary Sophia Somerset (20 mai 1823 – 11 novembre 1869)
3. Augusta Anne Somerset (21 avril 1824 – 27 décembre 1881), épouse Henry Barron (1er baronnet) le 1er août 1863.

Somerset est décédé en février 1831, à l'âge de 63 ans. Sa seconde épouse décède en juin 1860, à l'âge de 72 ans.